# 上西里西亞省
上西里西亞省（德語：Provinz Oberschlesien；西里西亞德語：Provinz Oberschläsing；西里西亞語：Prowincyjŏ Gōrny Ślōnsk；波蘭語：Prowincja GórnyŚląsk）是1919年至1945年普魯士自由邦的一個省。上西里西亞最終分為兩個行政區域（Regierungsbezirke），分別稱為卡托維茲（1939-1945）和奧波萊（1819-1945）。省會是奧波萊（1919-1938）和卡托維茲（1941-1945）。1938年至1941年間，它與下西里西亞重新統一為西里西亞省。